# جنرال الکتریک پسپورت
جنرال الکتریک پسپورت (به انگلیسی: General Electric Passport) یک موتور هواگرد ساختِ کارخانهٔ جی‌ئی اوییشن در کشور ایالات متحده آمریکا است.